# Holger Dall
Holger Dall (21. marts 1903 i Sønder Hygum, Haderslev - 22. marts 1986 i København) var en dansk kunstner. Han blev gift med Asta Marie Frederiksen den 7. maj 1939 i København. Han var tvillingebror til Harald Dall. 